# Saint-Laurent-sur-Gorre
Saint-Laurent-sur-Gorre este o comună în departamentul Haute-Vienne din centrul Franței. În 2009 avea o populație de 1.417 de locuitori.

## Evoluția populației
| An        | 1975  | 1982  | 1990  | 1999  | 2006  | 2009  |
| --------- | ----- | ----- | ----- | ----- | ----- | ----- |
| Populație | 1.344 | 1.440 | 1.547 | 1.422 | 1.480 | 1.417 |